# Acido nitroso
L'acido nitroso, nome sistematico acido diossonitrico(III), è l'ossiacido dell'azoto trivalente, avente formula molecolare HNO2 e formula semistrutturale H-O–N=O.
A differenza dell'acido nitrico (HNO3), dove N è pentavalente, non è ottenibile come liquido puro. In soluzione acquosa è un acido solo parzialmente dissociato e pertanto è classificato come acido debole. Da esso si ottengono sali che prendono il nome di nitriti.

## Struttura molecolare e proprietà
L'acido nitroso è un composto cineticamente molto instabile, come pure la sua anidride formale N2O3, pur essendo termodinamicamente stabile: ΔHƒ° = -76,73 kJ/mol. È noto allo stato puro solo in fase gassosa. La sua molecola può esistere in due forme geometriche isomere, entrambe planari: la forma sin, con l'atomo H dell'ossidrile rivolto verso l'O del nitrosile (–N=O) e la forma anti, in cui esso è rivolto in direzione opposta. La forma anti è più stabile della sin di 2,3 kJ/mol, ma le due si interconvertono tra loro tramite una rotazione dell'ossidrile attorno al legame O–N superando una barriera energetica di 45,2 kJ/mol. Per entrambe la simmetria molecolare è Cs.
Nella forma anti (quella raffigurata) la lunghezza del legame H–O è di 95,9 pm, quella di O–N è di 144,2 pm e quella di N=O è di 116,9 pm. Si può notare che il legame O–N è leggermente più lungo del normale (140 pm) e che quello N=O è invece leggermente più corto del valore normale (121 pm). L'angolo HON è di 102,1°, più piccolo dei 109,5° attesi per un'ibridazione sp3 di O, il che però è spiegabile in vista della presenza su O di 2 coppie solitarie che occupano più spazio angolare delle coppie di legame (VSEPR). L'angolo ONO è di 110,6°. Questo è più stretto dei 120° attesi per un'ibridazione sp2 dell'atomo di azoto, anche in confronto allo ione nitrito NO2– (115°), ma anche qui la coppia solitaria su N fa stringere un po' l'angolo.
La molecola HNO2 è decisamente polare: il suo momento dipolare ammonta a 1,85 D, praticamente uguale a quello dell'acqua (1,86 D).
Nelle sue soluzioni acquose, alle quali HNO2 conferisce lieve colore azzurro-verdino pallido (simile a quello di N2O3), e un odore un po' pungente, esso è presente in larga parte come molecole indissociate, ma già a freddo manifesta la sua instabilità disproporzionandosi parzialmente a N(V) e N(II) e questo più estesamente al crescere della concentrazione della soluzione e della temperatura:
3 HNO2 (aq) ⇄ H3O+ (aq) + NO3– (aq) + 2 NO↑
Il monossido di azoto gassoso che si libera dalla soluzione, reagendo con l'ossigeno dell'aria, si converte rapidamente in biossido di azoto (NO2) di colore arancione-bruno.
Le sue soluzioni si possono ottenere libere virtualmente da sali trattando soluzioni di nitrito di argento, o nitrito di bario con quantità stechiometriche di acido cloridrico o, rispettivamente, acido solforico, preferibilmente a 0 °C, secondo le reazioni:
AgNO2 + HCl → HNO2 + AgCl↓
Ba(NO2)2 + H2SO4 → 2 HNO2 + BaSO4↓
La seconda reazione è preferibile in quanto AgNO2 è un sale poco solubile di suo. Si può anche preparare facendo assorbire in acqua N2O3 (gas instabile) oppure una miscela equimolecolare di NO e NO2 (che sono i prodotti di dissociazione di N2O3):
N2O3 + H2O ⇄ 2 HNO2
In soluzione acquosa l'acido nitroso si comporta da acido debole:
HNO2 + H2O ⇄ H3O+ + NO2–
il suo pKa a 25 °C è pari a 3,16, e quindi è un acido più forte dei comuni acidi carbossilici (pKa ≈ 4,7) e anche un po' più forte dell'acido formico (pKa a 25 °C = 3,745).

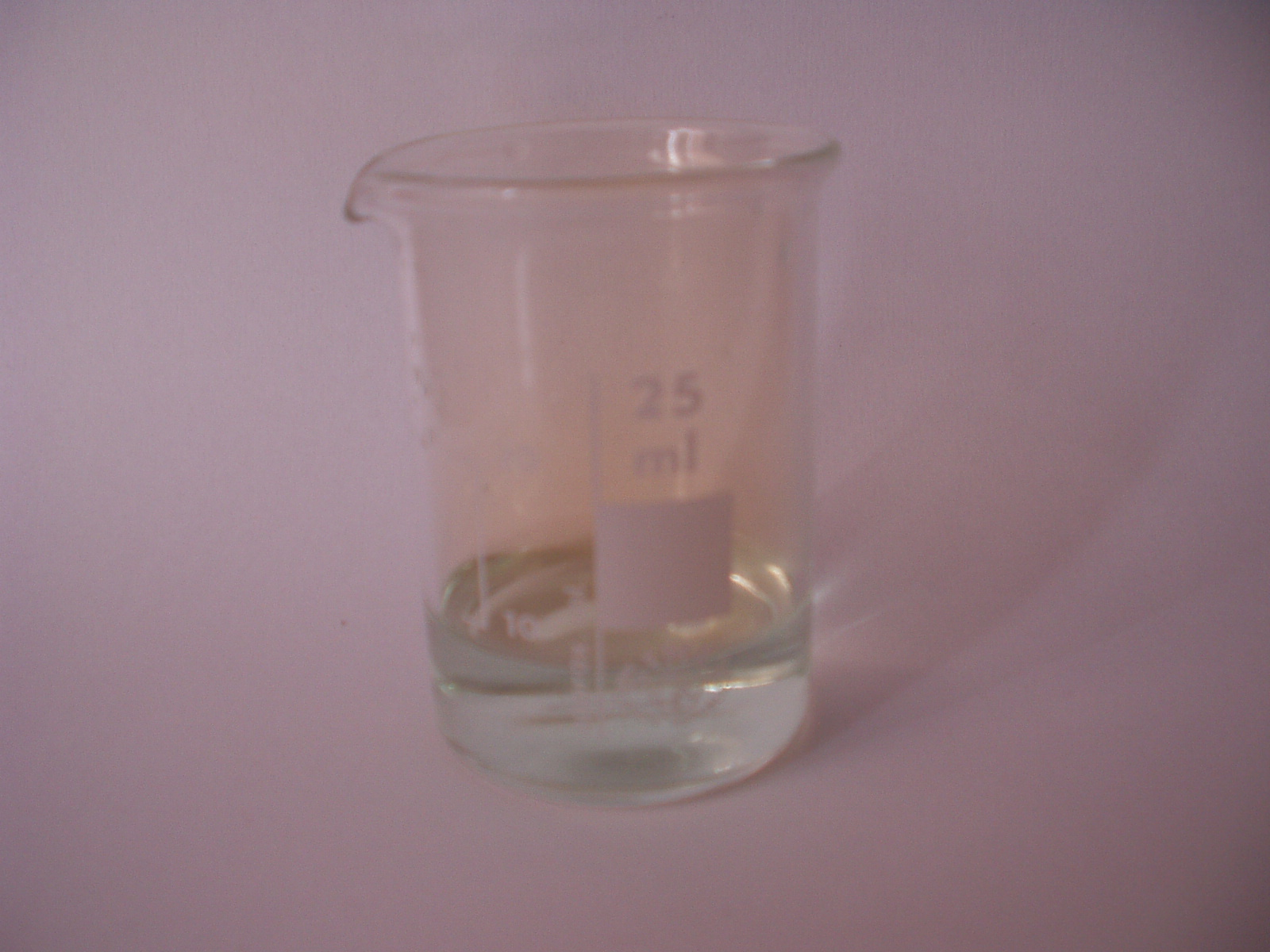
Soluzione di acido nitroso che svolge fumi rossastri di biossido di azoto

Con i metalli forma sali chiamati nitriti, stabili a temperatura ambiente. I nitriti dei metalli alcalini e alcalino terrosi sono solubili in acqua, cristallini incolori, mentre quelli dei metalli di transizione sono in genere colorati e poco solubili.

## Usi
L'acido nitroso è un acido debole, viene utilizzato in chimica come agente nitrosante e nella preparazione dei diazocomposti, soprattutto nell'industria delle sostanze coloranti.
Inoltre viene utilizzato nelle reazioni con le ammine primarie, liberando N2, H2O e l'alcool corrispondente; nelle reazioni con le ammine secondarie con la formazione di nitrosammine ed acqua.

## Preparazione
Viene preparato per essere utilizzato immediatamente, o addirittura in seno alla reazione, facendo reagire una soluzione fredda di un nitrito alcalino con un acido minerale diluito come l'acido cloridrico, e i nitriti alcalini si possono preparare facendo assorbire biossido di azoto da una soluzione fredda di idrossido corrispondente, oppure per decomposizione termica del corrispondente nitrato alcalino.

## Precauzioni
L'acido nitroso è anche un agente mutageno poiché può modificare i legami chimici fra le varie basi del DNA secondo un processo chiamato deaminazione ossidativa.
L'alterazione consiste nella trasformazione dell'adenina in ipoxantina e la citosina in uracile; l'ipoxantina, a differenza dell'adenina, non può più legarsi con la timina, ma solo con la citosina, mentre l'uracile, anziché appaiarsi con la guanina, si unisce con l'adenina comportando dunque una evidente mutazione del codice genetico.